# Jadów (plaats)
Jadów is een dorp in het Poolse woiwodschap Mazovië, in het district Wołomiński. De plaats maakt deel uit van de gemeente Jadów en telt 1200 inwoners.